# Pittsburgh Phantoms 1967
Questa pagina raccoglie i dati riguardanti il Pittsburgh Phantoms nelle competizioni ufficiali della stagione 1967.

## Stagione
La squadra fu inizialmente affidata al tedesco Herb Vogt, che ritornò però dopo due mesi nel paese natio e lasciò l'incarico di guidare la squadra all'ungherese János Bédl. Bedl a sua volta cedette dopo quattro giornate l'incarico all'olandese Co Prins, uno dei giocatori più rappresentativi della squadra, che rivestì il duplice ruolo di allenatore-giocatore. A giugno Prins fu rimpiazzato dall'austriaco Joseph Gruber che fu anche l'ultimo allenatore della squadra.
L'unica stagione disputata dai Phantoms si chiuse al sesto ed ultimo posto della Western Division. Manfred Rummel fu il capocannoniere della squadra con 14 reti, mentre Co Prins fu inserito nell'All-Star team della NPSL.

## Organigramma societario
Area direttiva
- Presidente:
- Direttore del personale: Raymond Schwab

Area tecnica
- Allenatore: Herb Vogt, János Bédl, Co Prins, Joseph Gruber

## Rosa
| N.  |                        | Ruolo | Calciatore         |
| --- | ---------------------- | ----- | ------------------ |
| 0   | Paesi Bassi (bandiera) | P     | Bertus Hoogerman   |
| 1   | Paesi Bassi (bandiera) | P     | Freddy Bravenboer  |
| 2   | Malta (bandiera)       | P     | Alfredo De Bono    |
| 3   | Paesi Bassi (bandiera) | D     | Pieter De Groot    |
| 4   | Germania (bandiera)    | D     | Hans-Uwe Göbel     |
| 5   | Germania (bandiera)    | C     | Herbert Finken     |
| 5   | Brasile (bandiera)     | C     | Jose Bolognesi     |
| 5   | Scozia (bandiera)      | D     | Allan Watson       |
| 5/6 | Canada (bandiera)      | C     | Theo Iarusci       |
| 6   | Paesi Bassi (bandiera) | D     | Theo Laseroms      |
| 7   | Paesi Bassi (bandiera) | D     | Cees Smit          |
| 8   | Germania (bandiera)    | C     | Gerhard Wiedemeier |
| 9   | Paesi Bassi (bandiera) | A     | Co Prins           |
| 10  | Malta (bandiera)       | C     | Edward Aquilina    |

| N. |                        | Ruolo | Calciatore       |
| -- | ---------------------- | ----- | ---------------- |
| 11 | Paesi Bassi (bandiera) | A     | Robert De Vries  |
| 12 | Malta (bandiera)       | A     | Charles Williams |
| 14 | Germania (bandiera)    | C     | Fred Szczepaniak |
| 15 | Germania (bandiera)    | A     | Manfred Rummel   |
| 16 | Malta (bandiera)       | A     | Ronald Cocks     |
| 17 | Germania (bandiera)    | A     | Manfred Seissler |
| 17 | Paesi Bassi (bandiera) | A     | Cees Groot       |
| 18 | Germania (bandiera)    | A     | Dieter Perau     |
| 19 | Brasile (bandiera)     | C     | Nelson Bergamo   |
| 19 | Israele (bandiera)     | C     | Moshe Chachmany  |
| 19 | Germania (bandiera)    | D     | Jurgen Klein     |
| 20 | Brasile (bandiera)     | A     | Olivio Lacerda   |
|    | Paesi Bassi (bandiera) | C     | Hank Liotart     |